# Jevgenij Karlovič Miller
Jevgenij Karlovič Miller, (rusky Евгений Карлович Миллер, 25. září 1867, Daugavpils, Rusko – 11. května 1939, Moskva, SSSR), byl ruský generál a jeden z vůdců bělogvardějců během ruské občanské války.

## Mládí
Miller se narodil 25. září 1867 v Dvinsku (dnešní Daugavpils v Lotyšsku) do rusko-německé rodiny. Po ukončení Akademie generálního štábu působil v carské armádě a mezi lety 1898 a 1907 zastával funkci vojenského atašé v Římě, Haagu a Bruselu. Během první světové války působil jako velitel vojsk v okolí Moskvy a byl v té době povýšen na generálporučíka.

## Ruská občanská válka
Po Únorové revoluci v roce 1917 se Miller postavil proti demokratizaci v armádě. Byl zajat vlastními vojáky po jeho rozkazu, aby si vojáci sundali z rukávů revoluční rudé pásky.
Po Říjnové revoluci uprchl Miller na sever do Archangelsku, kde se prohlásil za generálního gubernátora severního Ruska. Vůdce bělogvardějců admirál Kolčak ho v květnu 1919 pověřil velením bělogvardějským vojskům na severu Ruska. V oblasti Archangelsku, Murmansku a Oloněce byly jeho síly podporovány vojsky dohody, a to převážně Brity. Podařilo se mu dosáhnout několika vítězství nad bolševiky, ale při ofenzívě na Severní Dvině v létě 1919 utrpěl drtivou porážku. Následně se Britové z regionu stáhli a Millerovo vojsko muselo čelit bolševikům osamoceně. Samotný Miller opustil Rusko v únoru 1920 a odešel do Norska.

## Exil
Po definitivní porážce bělogvardějců ve válce odešel do Francie, kde se připojil k dalším exulantům z řad bílých. Byl jedním z hlavních členů ruské opoziční skupiny zvané Ruský vševojenský svaz, která aktivně podporovala odboj proti bolševikům a snažila se tlačit na vlády ostatních státu v otázce bolševického Ruska. Po náhlé a podezřelé smrti lídra svazu generála Wrangela v roce 1928 nastoupil na jeho místo generál Kutěpov. V roce 1930 byl Kutěpov unesen do SSSR a byl vystřídán Millerem, který vedl svaz až do roku 1937.

## Únos a smrt
Jeho aktivity ale byly trnem v oku bolševikům v Rusku. Dne 22. září 1937 byl pozván Nikolajem Skoblinem, který byl členem Ruského vševojenského svazu (ale ve skutečnosti agentem NKVD) na domnělou schůzku s agenty Abwehru. Miller byl omámen a v kufru propašován do Le Havre na palubu sovětské lodi, která odplula do Ruska. Opatrný Miller ale zanechal dopis, který měl být otevřený, pokud by se ze schůzky nevrátil a v němž detailně popsal schůzku se Skoblinem. Francouzská policie provedla obrovskou kampaň na dopadení sovětského agenta, ale Skoblin se ukryl na sovětské ambasádě v Paříži a následně uprchl do Španělska, které ho odmítalo vydat. Skoblinova žena, populární zpěvačka Nadežda Plevickaja, ale byla zadržena a odsouzena francouzským soudem na 20 let vězení.
Generál Miller byl úspěšně dopraven do Moskvy, kde byl vyslýchán, mučen a nakonec po 19 měsících věznění 11. května 1939 zastřelen. Kopie dopisů, které Miller sepsal v průběhu svého věznění, jsou uloženy v materiálech historika Dmitrije Volkogonova, které jeho rodina darovala knihovně Kongresu v USA.

## V kultuře
Ruský film Unaveni sluncem byl natočen na motivy únosu generála Millera. Hlavní hrdina Míťa byl bělogvardějský exulant a později agent NKVD, který v Paříži předal do rukou Sovětům osm bývalých bílých generálů. Všichni byli uneseni do Moskvy a zastřeleni bez soudu. Jeden z nich měl příznačné německé jméno Weiner.